# 스타트램

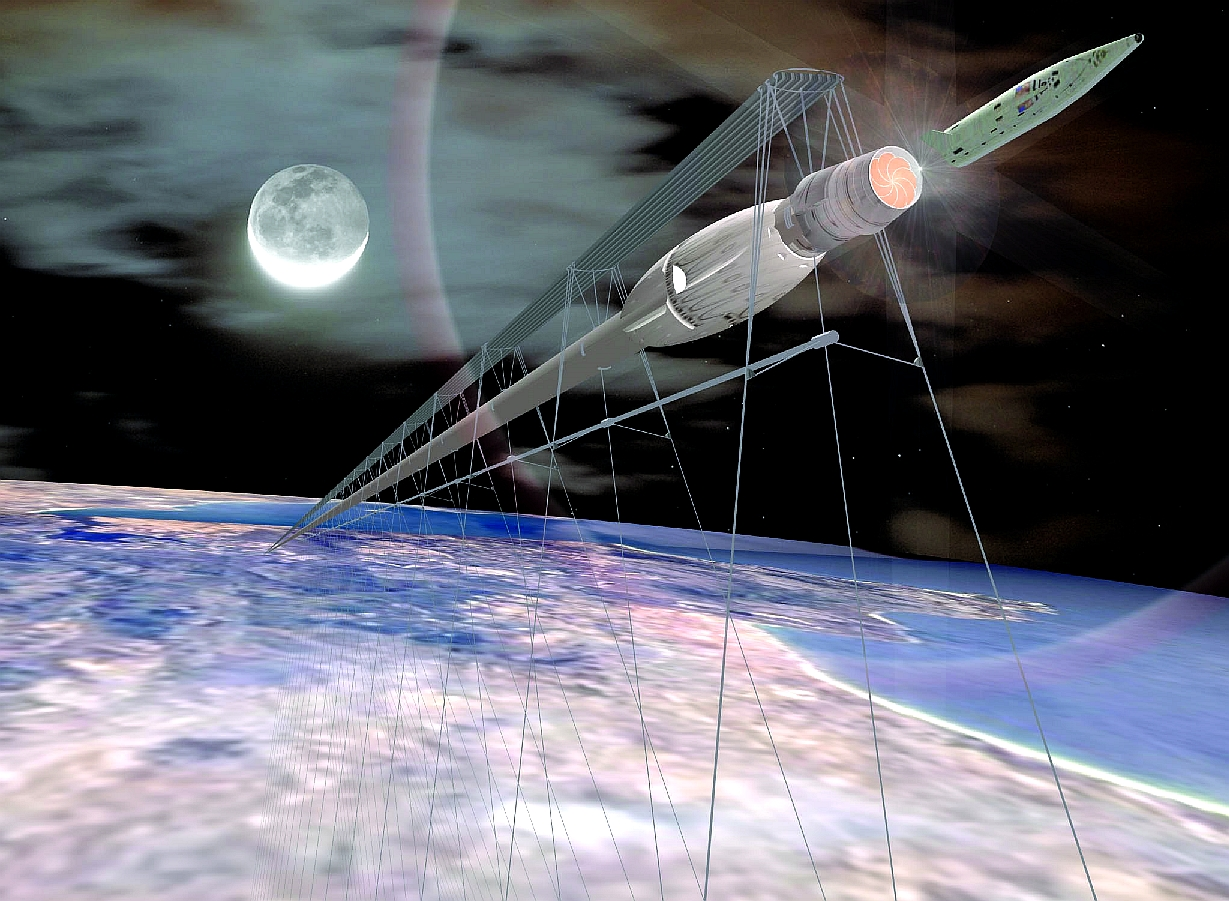
로켓을 발사하는 스타트램

스타트램(StarTram) 또는 스페이스트램(space tram)은 자기 부상으로 추진되도록 제안된 우주 발사 시스템이다. 초기 1세대 시설은 지표 표면 수준에 머무르는 운송 튜브를 사용하여 고도 3~7km(9,800~23,000피트)의 산봉우리에서 화물만을 이동시키도록 설계되었다. 매년 약 150,000톤이 궤도에 올려질 수 있다고 계산되었다. 승객을 위한 2세대 시스템에는 보다 진보된 기술이 필요하다. 대신 긴 트랙이 끝에서 점차적으로 22km(72,000피트) 고도에서 더 얇은 공기로 구부러지고 자기 부상에 의해 지원되어 각 캡슐이 진공관에서 대기로 전환될 때 중력을 감소시킨다. SPESIF 2010 프레젠테이션에 따르면 2010년에 자금 지원이 시작되면 1세대는 2020년 또는 그 이후에, 2세대는 2030년 또는 그 이후에 완료될 수 있다고 밝혔다.

## 같이 보기
- 우주 엘리베이터